# Nedlands
Nedlands är stadsdel i Perth. Den ligger i kommunen Nedlands och delstaten Western Australia, nära centrala Perth. Antalet invånare är 10 020.